# Aloe somaliensis
Aloe somaliensis là một loài thực vật có hoa trong họ Măng tây. Loài này được C.H.Wright ex W.Watson mô tả khoa học đầu tiên năm 1899.

## Hình ảnh

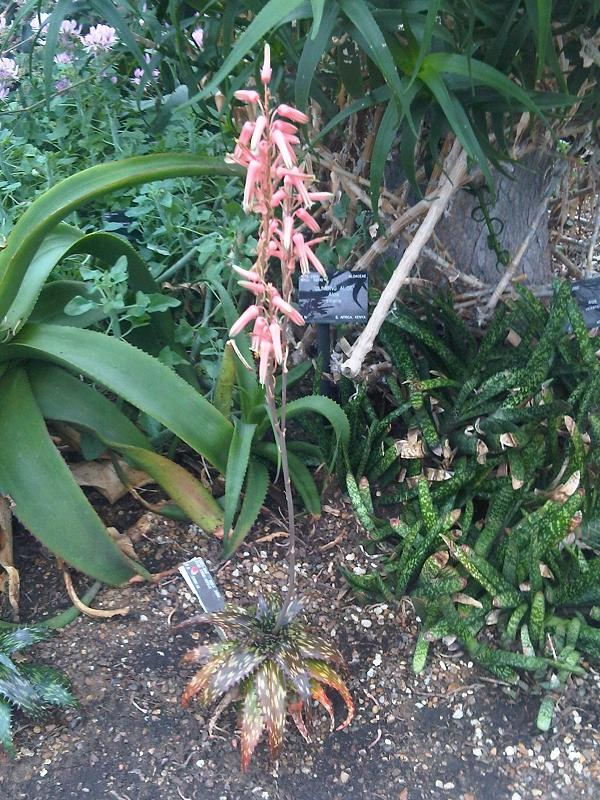
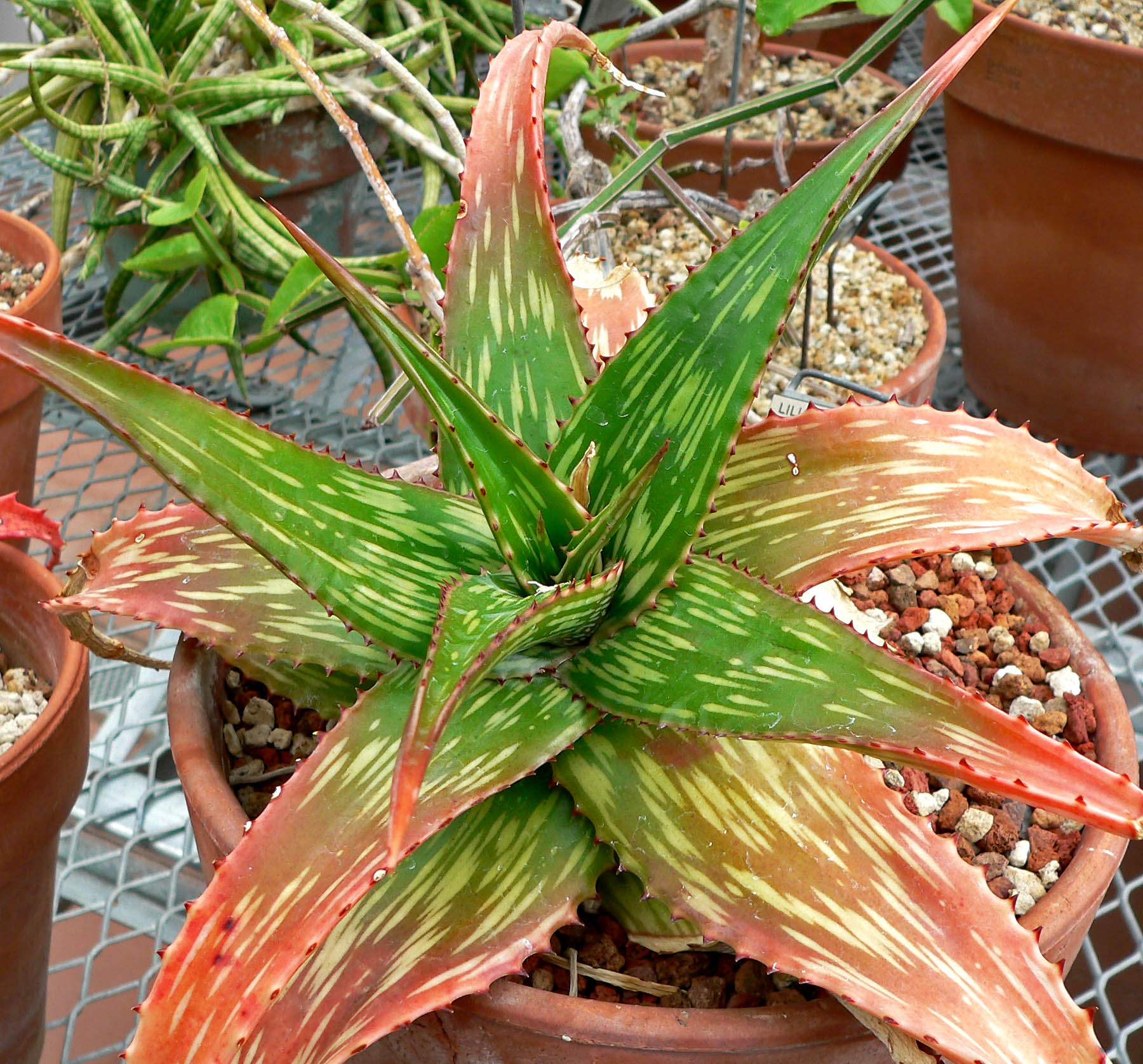
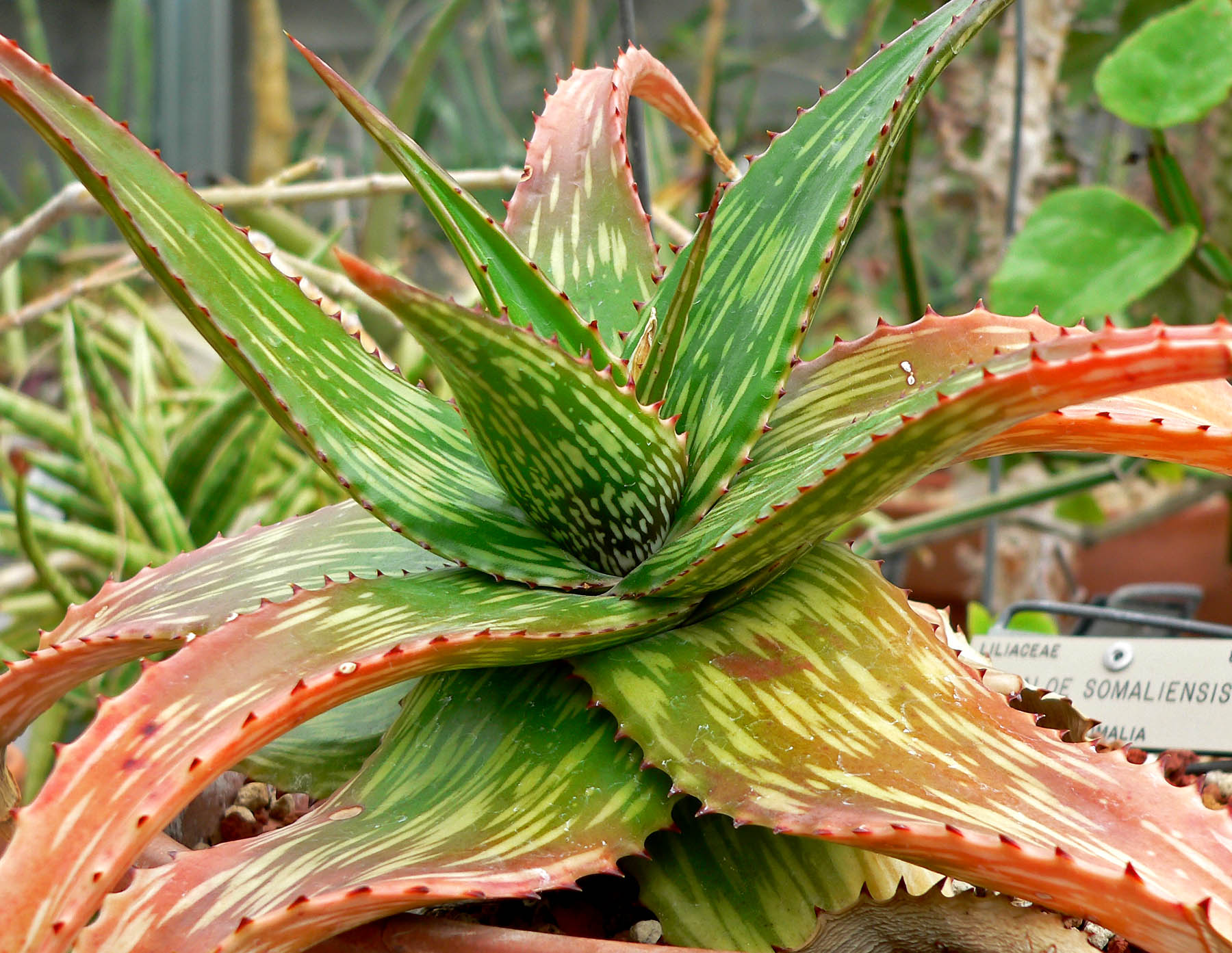
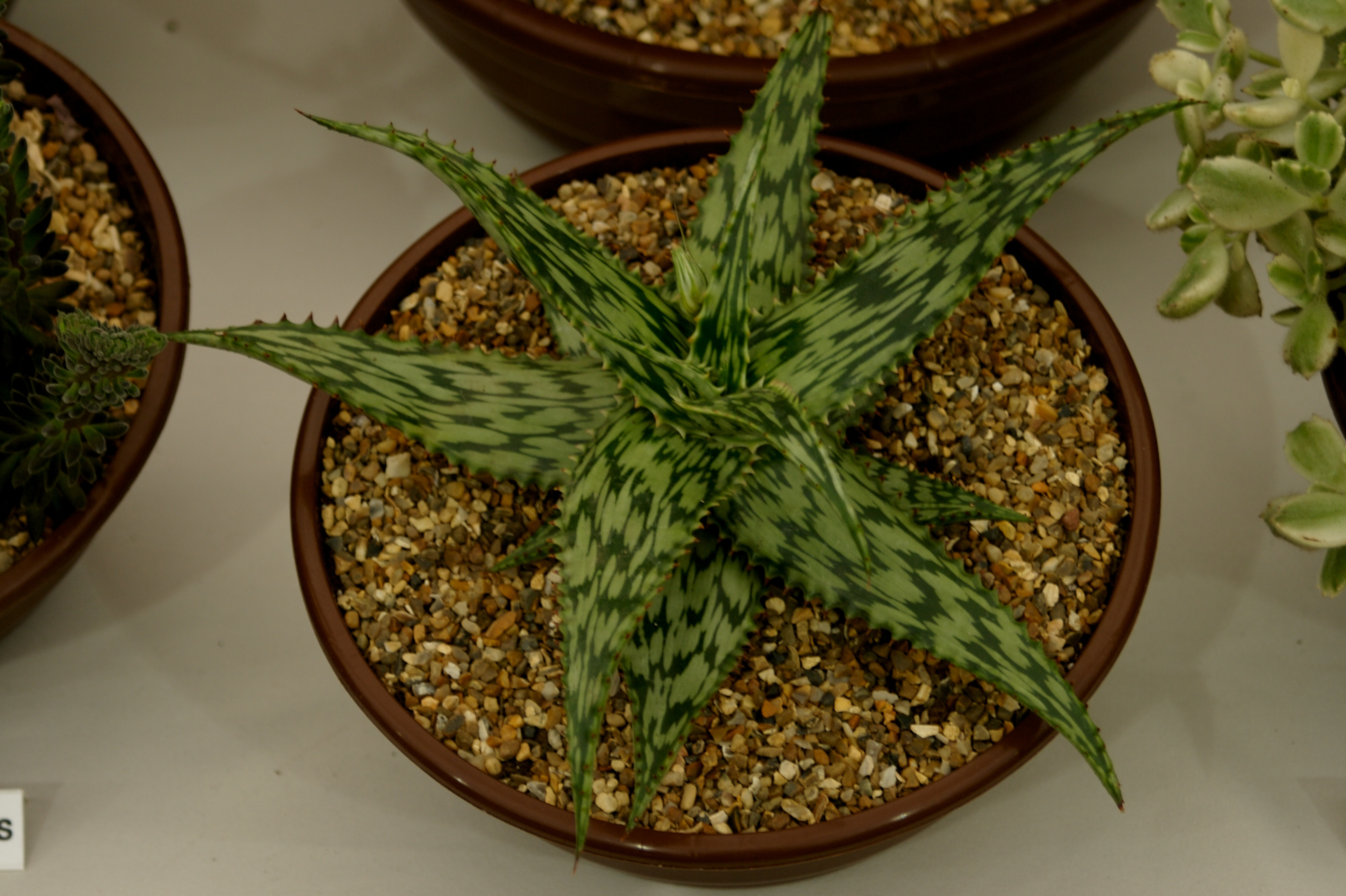